# Хартия экономических прав и обязанностей государств 1974
Хартия экономических прав и обязанностей государств 1974 года — документ, принятый Генеральной Ассамблеей ООН в 1974 году.
Распространение на область международного экономического права концепции мягкого права связано с последней четвертью XX века, когда на специальных сессиях ООН предметно рассматривались вопросы международных экономических отношений с участием развивающихся стран, особенно создания в их рамках нового международного экономического порядка и когда был принят ряд документов: Хартия экономических прав и обязанностей государств 1974 г., Декларация об установлении нового международного экономического порядка и Программа действий по установлению нового международного экономического порядка (приняты 1 мая 1974 г. резолюциями 3201,3201 (S-VI) на 2229-м пленарном заседании Генеральной Ассамблеи ООН).
Несмотря на то, что в I главе Хартии присутствует некий перечень принципов (преимущественного общего порядка), хартия не стала документом, который формально и фактически закрепил бы обязывающие принципы международного экономического права. Таким образом, хартия 1974 года не смогла сформировать международно-правовые основы регулирования экономических отношений между государствами.